# 拜庫什萊德
36°42′N 7°18′E / 36.700°N 7.300°E

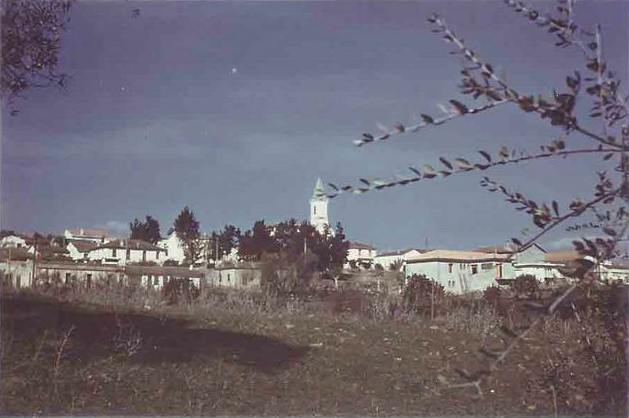
拜庫什萊德

拜庫什萊德（阿拉伯语：‎），是阿爾及利亞的城鎮，位於該國東北部斯基克達省，由本阿祖茲區負責管轄，面積153平方公里，2008年人口15,176人，人口密度每平方公里99人。